# Młoszowa
Młoszowa – wieś w Polsce, położona w województwie małopolskim, w powiecie chrzanowskim, w gminie Trzebinia. Leży przy drodze krajowej 79 oraz przy linii kolejowej 133 Kraków – Katowice.
W latach 1954–1972 wieś należała i była siedzibą władz gromady Młoszowa. W latach 1975–1998 miejscowość położona była w województwie katowickim.

## Integralne części wsi
| SIMC    | Nazwa                     | Rodzaj    |
| ------- | ------------------------- | --------- |
| 0222960 | Kamieniec                 | część wsi |
| 0222976 | Kopce                     | część wsi |
| 0222982 | Nawsie                    | część wsi |
| 0222999 | Piachy                    | część wsi |
| 0223007 | Pod Gościńcem             | część wsi |
| 0223013 | Pode Dworem               | część wsi |
| 0223020 | Przy Pile Kościeleckiej   | część wsi |
| 0223036 | Przy Trzebińskiej Granicy | część wsi |
| 0223042 | Wzgórze                   | część wsi |

## Historia
Początki istnienia wsi Młoszowa oraz opisywanego dworu są bardzo niejasne i trudne do sprecyzowania. Głównym powodem, są niezwykle skąpe informacje. Pierwsze dokumenty nie są nawet zgodne co do samej nazwy wsi. Przypuszczalnie na tym terenie mogły nawet stać cztery drewniane budynki dworskie, gdyż obok istniały cztery folwarki. Kolejne informacje podają już dwie pierwsze prawdopodobne nazwy rodów: Młoszowscy herbu Nowina, Młoszowscy herbu Przeginia. Kolejnym, również niepewnym wydaje się zdarzenie wybudowania przez Mikołaja Młoszowskiego, syna Stanisława, murowanego dworu na przełomie XVI i XVII w. Świadczą o tym piwnice sklepione kolebkowo z kamienia łupanego z domieszką cegły.

## Zespół pałacowo-parkowy
Obiekt wpisany do rejestru zabytków nieruchomych województwa małopolskiego.
- Zespół pałacowo - parkowy z XIX wieku. W skład zespołu wchodzi: pałac w Młoszowej, kaplica x połowy XIX w., brama „Królewska”, baszta Florkiewiczów, oficyna, (ruina), arsenał, brama wjazdowa „Święty Florian”, baszta „Pawia Stopa”, baszta „Trębacka”, bastion „Belwederski”, most, ogrodzenie.

Szesnastowieczny pałac w Młoszowej został odnowiony przez zamożnego krakowskiego senatora Rzeczypospolitej Krakowskiej i prawnika Kajetana Ozdoba - Florkiewicza. Do dzisiaj pozostała większa część całości: północna część pałacu z wieżyczkami, kaplica, oficyna oraz cztery bramy.
Pierwsze szczegółowe informacje pojawiły się w 1666 r. w Inwentarzu dworu i poddanych wsi Młoszowa, Karniowice i Dulowa, należących do Anny z Młoszowskich Pieniążkowej.... Stwierdza on, iż zabudowa miała charakter prostokątny. W zachodniej stronie znajdowały się wrota, północną część zajmowały gorzelnia, browar i takie pomieszczenia jak: kuchnia z zapleczem, magazyn, spiżarka. Od strony wschodniej wznosił się gmach murowany wraz z przylegającą do niego od południa drewnianą kapliczką. Z tego dokumentu można już wywnioskować, że na tym terenie mogły znajdować się dwa pałacyki, w tym jeden niezamieszkany. W pobliżu zlokalizowano stajnie, oborę i piekarnię. Niektóre z zabudowań w XVIII w. popadły w ruinę. Właściciele Wielopolscy oraz ich plenipotenci zaniedbali gospodarstwo. Wszystko uległo zmianie, gdy zmienił się właściciel obiektu. Kajetan Florkiewicz, właściciel podwielickich dóbr Rajsko w 1798 wydzierżawił od Urszuli Wielopolskiej dobra ziemskie Młoszowa, Karniowice i Dulową. Po 4 latach nabył te dobra. W 1809 r. rozpoczęła się gruntowna przebudowa folwarku. W latach 1810–1812 obszar dworu został ogrodzony murem z wapiennego kamienia łamanego.
Powstał nowy parterowy obiekt zbudowany w stylu klasycystycznym. Część środkowa posiada piętro, jest nakryta odrębnym dachem, posiada wgłębny portyk i nieco cofnięte piętro z balkonem. Boczne części obiektu są już parterowe. Kolejne lata to kolejne modyfikacje całości założenia. Powstała tzw. Oficyna Zegarowa z charakterystyczną wieżą pośrodku budynku. Zgodnie z ówczesnymi konwencjami obiekt uzyskał skromne podziały ramowe, a sama wieża zwieńczona została przezroczystą drewnianą latarnią (gloriettą) wyrastającą z płaskiego tarasu. Taki stan zachował się do ok. 1850, o czym świadczy ikonografia F. Kopffa. Niejaki A. Grabowski ówczesny stan i wygląd dworu określa jako "willę włoską", która nie tylko jest piękna sama w sobie, ale i pożyteczna. Opisano również, że na jej terenie znajdowały się takie budynki jak "obory, spichlerz, stajnie, browar i inne budowle gospodarskie, a nawet i szklarnie, oranżerię...". Całe założenie otaczał ogród angielski założony w 1824, którego projekt wykonał najprawdopodobniej K. Ozdoba Florkiewicz. "...w dzikiej promenadzie bok jeden góry okrywającej, znajdziesz altany i ławeczki w cieniu zarośli, gwoli spoczynkowi, dalej nie uniknie twego oka wspaniała rotunda na słupach oraz kunsztowna grota z niekształtnych kamieni ułożona i chiński parasol...". Opis ten nie tylko świadczy o pięknie ówczesnego dworu i jego otoczenia, ale i wyraźnie wskazuje, że projektant, właściciel "nie zaniedbał ona zapomniej i o tym, i dolinę pomiędzy wzgórzami nad dworem, w piętra czyli tarrasy urządzoną, poświęcił drzewom owocowym i warzywom potrzebę domu dostatecznie zaopatrującym". Koniec lat 50. XIX w. uznaje się za koniec owej willi. Kolejny spadkobierca – młodszy z braci Florkiewiczów – Juliusz Aleksander Ozdoba Florkiewicz rozpoczął kolejną przebudowę na neogotycki zamek. Prawdopodobnie chciał, by jego pałac był modny, podobny do pałacu krzeszowickiego zaprojektowanego przez berlińskiego architekta Karla Fryderyka Schinkla. Nowy styl pałacu młoszowskiego opisał Wawrzyniec Dudziewicz: "Na wzgórku wodą oblanym stoi zamek młoszowski w poważnym starożytnym stylu. Różnokształtne okna, bogato z ciosu rzeźbione, piętrowa galerya, w ozdobne ostrołuki ujęta ze starannie wyrobioną balustradą, kosztownymi gzymsami i wysokimi gotyckimi szczyty, tworząc harmonijną całość, nadaje poważny charakter, tak właściwy średniowiecznym budowlom i stąd też gród ten niewątpliwie do piękniejszych z owej epoki zabytków, policzony być może."
Nowy pałac wybudowany w latach 1859–1869 stał się neogotycką siedzibą. Powstały dwa nowe obiekty zlokalizowane w niewielkiej odległości od budynku głównego. Pierwszy zwany "Basztą Florkiewiczów" – budynek filialny, którego portal wejściowy został ozdobiony tablicą z piaskowca upamiętniającą fundatora i równocześnie ówczesnego właściciela pałacu. J. H. Florkiewicz postanowił też wybudować na wschód od pałacu pawilon zwany "Starą Zbrojownią" ("Arsenałem"). Przebudowa przewidziała powstanie nowej kaplicy Matki Boskiej Częstochowskiej przylegającej bezpośrednio do zamku. Wnętrze doświetlone było przez okna w wieży i otwory w ścianie, których obramowanie wykonano z ceramiki. W elewacji frontowej znajdowała się figura Matki Boskiej z Dzieciątkiem. W owym czasie powstało też kilka baszt, wieżyczek i bram takich jak: "Brama Królewska", "Brama Rezydentów", "Baszta Kozacka" i kilka innych. "Wystrój elewacji pałacu to głównie elementy gotyku niemieckiego i angielskiego, o czym świadczy przede wszystkim portyk wejściowy z loggią na piętrze. Pinakle loggii noszą cechy gotyku niemieckiego a maswerki balustrady ozdobione kwiatonami nawiązują do gotyku angielskiego." J. H. Florkiewicz bardzo chciał, aby jego budowla, której ostateczny kształt nadano całkiem niedawno, sprawiała wrażenie jak najbardziej autentycznej, niemalże starożytnej. Postanowił umieścić w wielu obiektach całego założenia kamienne tablice rzekomo upamiętniające dawne czasy świetności dworu. Oprócz różnych maksym znajdują się krótkie wiersze i daty: 1475, 1582 i inne.
J. Florkiewicz zażyczył, aby zespół parkowy miał charakter romantyczny, nieznany, sprawiający wrażenie, jakby był dawno zapomniany, a niektóre relikty dawnej świetności wyłaniają się na drodze spacerowicza. Twórca postanowił zająć się nie tylko terenem samego pałacu, ale również i jego otoczeniem. Urządził dukty widokowe i aleje, przed zamkiem powstał staw. Powstał tzw. "Bastion Belwederski", o funkcji czysto widokowej i wszystkie istniejące budowle zostały wkomponowane w całe założenie ogrodu romantycznego. Powstało kilka posągów, m.in. Jana III Sobieskiego. "Cały dziedziniec przyozdobiony jest wielu posągami z metalu i kamienia; a oprócz figury św. Floriana artystycznego dłuta naturalnej wielkości, odznacza się pomnik Sobieskiego. Prócz ozdoby budzi on miłe wspomnienia ubiegłego wieku, czas panowania Sobieskiego, cudnie przy tym odbija się w zwierciadle wody u stóp jego będącej, bowiem przy kołysaniu się fali, zdaje się poruszać z podniesioną buławą, gromiąc nieprzyjaciół wiary Chrystusowej." Posąg Światowida, rzekomo wykopany w 1869 to kopia wykopanego w nurtach Zbruczu posągu, znajdującego się w Muzeum Archeologicznym w Krakowie. Znajdowała się też rzeźba Smoka Wawelskiego wśród "Smoczych Skałek".
Aktualnie park jest gęsto porośnięty lasem, sieć ścieżek jest silnie zatarta, i tylko niektóre wciąż istniejące obiekty świadczą o istnieniu parku. S. Orłowski opisuje, że znajdowało się tam 5 altan, dwadzieścia kilka ławek oraz "sześćdziesiąt przeszło klombów kwiecistych, narościami kamiennymi w przerozmaitego rysunku kształty ujętych po całej ogrodu przestrzeni rozrzuconych swą różnorodnością wiele dodaje powabu, miłą zarazem woń roztaczając." Wzgórza, tereny przypałacowe zostały w pewnym sensie usiane różnymi posągami. Obok wyrzeźbionego poprzedniego właściciela dworu Kajetana Ozdoby Florkiewicza wzniesiono brązowy posąg Molossusa, Neoptolemosa, Apollina Belwederskiego. "Historyzm, widoczny w urządzeniu zamku i parku młoszowskiego, był częściowo związany z legendami miejscowymi, a częściowo wynikający ze snobizmu ówczesnego właściciela Młoszowej i z jego tendencją do mitologizowania przeszłości własnej rodziny i dziejów narodowych" – pisze Orłowski. Niektóre posągi wykonał Franciszek Wyspiański o czym świadczą jego własnoręczne podpisy na dwóch rzeźbach: Kajetana Ozdoby Florkiewicza, i zniszczonym posągu (korpus bez głowy) czarownicy Kaśki. Również jego autorstwo przypisuje się ołtarzowi umieszczonemu wewnątrz kaplicy, wykonanemu w stylu gotyckim z posągiem Chrystusa naturalnej wielkości.
W 1898 r. nastąpiła nowa przebudowa pałacu. Spadkobierca Juliusza O. Florkiewicza – jego zięć, Juliusz hrabia Potocki z linii tzw. pymasowskiej, zamówił u krakowskiego architekta Zygmunta Hendla projekt przebudowy neogotyckiego zamku w Młoszowej. W tym samym czasie architekt ten przy współudziale Wł. Żychiewicza przebudowywał neogotycki pałac Florkiewiczów w Więckowicach dla matki właściciela, Marii z Florkiewiczów Potockiej. Zygmuntowi Hendlowi, ówczesnemu znanemu restauratorowi zabytków, Juliusz Potocki zaproponował zachowanie przynajmniej części "zabytków" Florkiewicza. Częściowo pałac neogotycki miał zachować swój dawny wygląd. Pozostała gotycka loggia, kaplica, zmieniono właściwie tylko południowe skrzydło pałacu. Projekt architekta obejmował jednak cały pałac. Głównym elementem, który miał nadać charakter zamku, miał być wysoki łamany dach, wzorowany na francuskich zamkach z przełomu XVI w. i XVII w., określony stylem Henryka IV, zgodny z obowiązującą ówczesną XIX w. modą na neorenesans francuski. Całe założenie zrealizowano tylko w południowej części i zrobiło bardzo niekorzystne wrażenie. Tadeusz Jaroszewski uznał, iż pałac "pozostał do dziś dziwolągiem o niejednakowej skali, stylu i nierównej kalenicy dachu." Z całości wyposażenia budynku oryginalne zachowały się tylko "neogotycka stolarka w sali lustrzanej, kominek w jednej z sal na piętrze oraz dwufunkcyjny piec kaflowy, będący równocześnie kominkiem, a także mozaika parkietowa w gabinecie na pierwszym piętrze wieży alkierzowej i w "Sali Lustrzanej". Prawdopodobnie z planową przebudową pałacu zmieniono jego otoczenie, znikł posąg Jana III Sobieskiego, a statua Kajetana Florkiewicza przeniesiona została z parku do portyku wejściowego. Inne rzeźby, oddalone od pałacu, pozostały na swoich miejscach aż do II wojny światowej, kiedy okupanci hitlerowscy wywieźli posągi Molossusa, Apollina i Dyskobola oraz dwie kamienne rzeźby lwów z mostu nad stawem." Hitlerowcy zrabowali także bibliotekę Florkiewiczów z cennym zbiorem rycin i starodruków. Kolejny właściciel Jan Włodzimierz Szembek nie dokonywał większych prac remontowych. Niewielkie naprawy muru czy portyku wejściowego to były jedyne wykonywane prace. W 1945 częściowemu zburzeniu ulega "Baszta Florkiewiczów" wskutek ostrzału artyleryjskiego.
Po wojnie na terenie pałacu miała powstać placówka oświatowa (szkoła podstawowa), jednak ostatecznie powstała tam Szkoła Górnicza. W miejscu dawnej chlewni wybudowano dwuskrzydłowy internat. Po kolejnych zmianach w użytkowaniu obiektu i po postępującej degradacji dopiero w 1964 r. podjęto decyzję kapitalnego remontu wszystkich obiektów kubaturowych. Po wielu pracach konserwatorskich, uratowano pałac przed zupełną degradacją. Na skutek szkód górniczych (zw. z KWK Siersza) runęło ok. 150 m zabytkowego muru granicznego. Zaburzeniu uległ system wodny okolicznych terenów. Zniknęło źródło Młoszówka, co doprowadziło do wyschnięcia stawów przed pałacem, oraz zwaliła się Brama Królewska. Częściowo otrzymano z funduszu szkód górniczych środki finansowe, dzięki którym dokonano kolejnych prac remontowych. 
W 1998 r. Zespół Pałacowo-Parkowy w Młoszowej stał się własnością Akademii Ekonomicznej im. K. Adamieckiego w Katowicach, w 2018 r. zaś od Skarbu Państwa kupiła go Akademia Górniczo-Hutnicza.
W momencie przejęcia przez AGH obiekt znajdował się w stanie wymagającym intensywnych działań renowacyjno-rewitalizacyjnych. Wśród zrealizowanych już prac, dokonywanych w porozumieniu i za zgodą urzędu konserwatora zabytków, należy wymienić przede wszystkim modernizację systemu ogrzewania całego kompleksu – zastąpienie przestarzałej kotłowni węgłowej nowoczesną instalacją gazową – oraz uporządkowanie terenu i parkowego drzewostanu. Kolejne etapy to m.in. remont muru, bramy wjazdowej i mostu nad suchą fosą, termomodernizacja pałacu, przebudowa części dachu, budowa wind osobowych, wymiana instalacji elektrycznej, remont podłóg, modernizacja kaplicy, a także konserwacja rzeźb w parku.

## Galeria

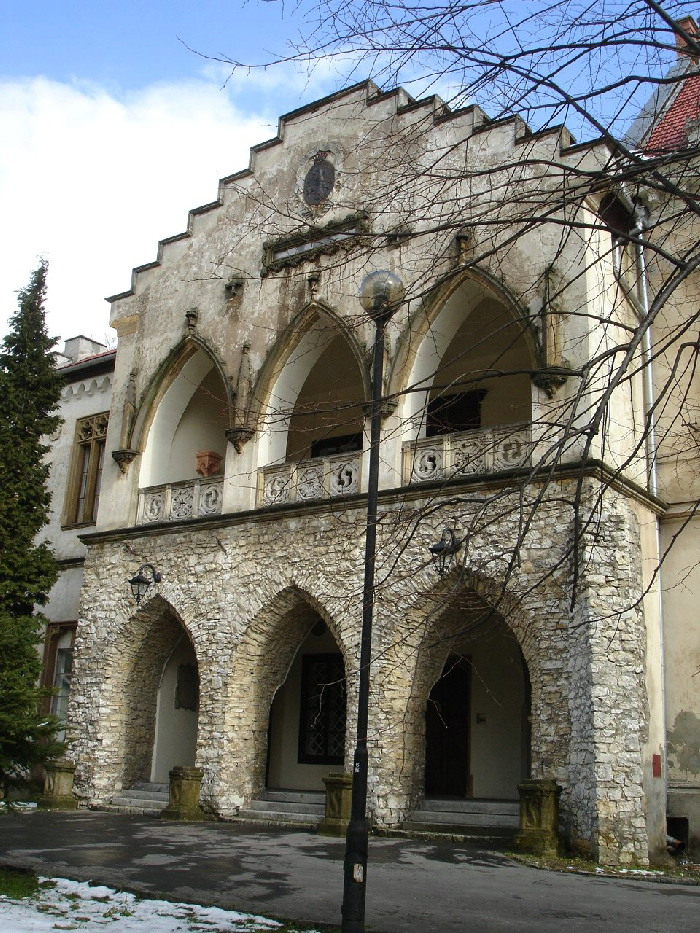
Pałac w Młoszowej. Loggia.
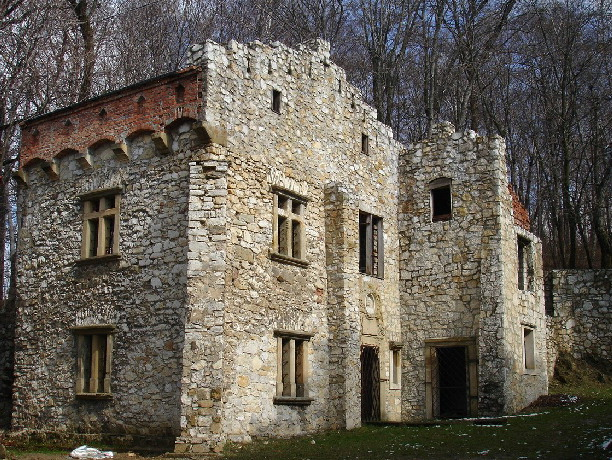
Pałac w Młoszowej.
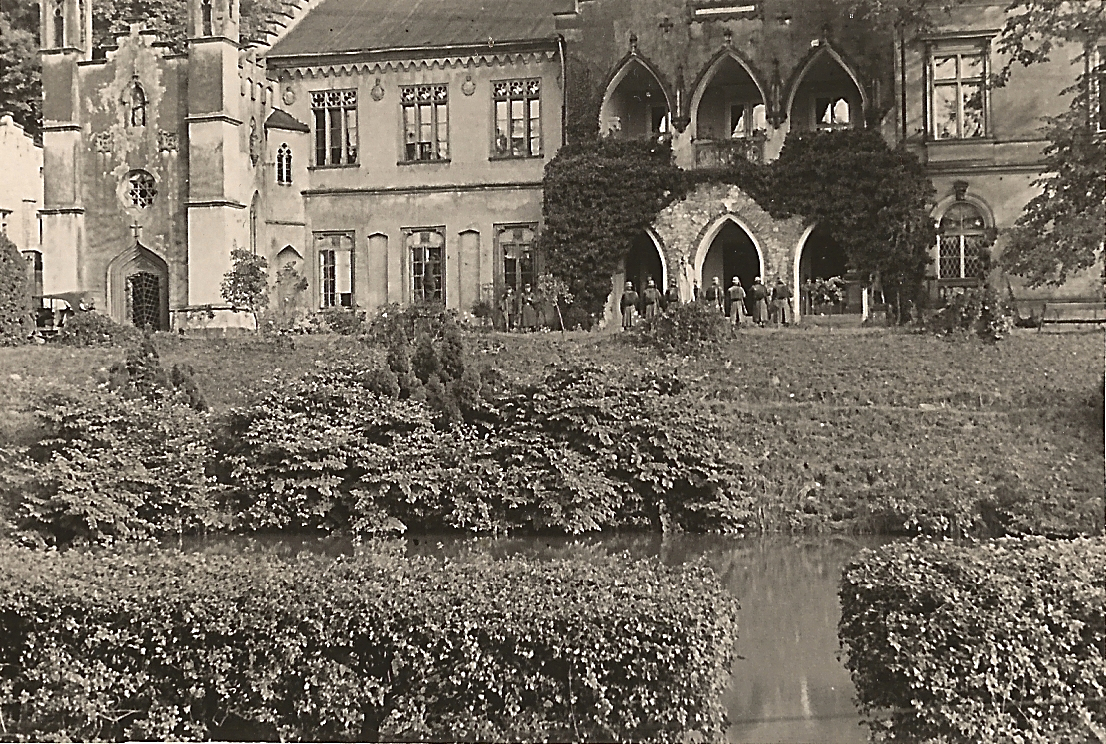
Pałac w Młoszowej 1940
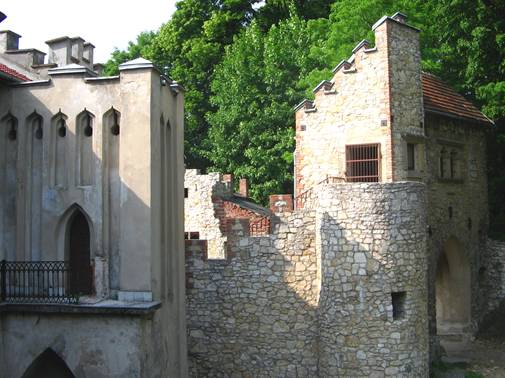
Pałac w Młoszowej
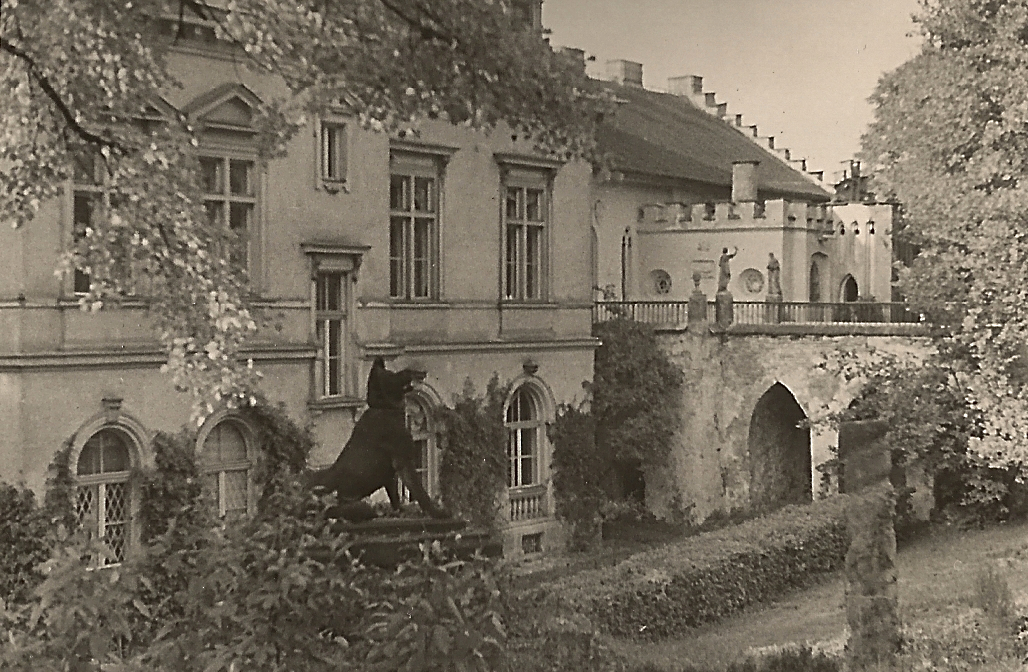
Pałac w Młoszowej 1940